# منتخب فرنسا لكأس ديفيز
منتخب فرنسا لكأس ديفيز (بالفرنسية: Équipe de France de Coupe Davis)‏ هو ممثل فرنسا الرسمي في كرة المضرب في كأس ديفيز.